# Église Sainte-Anne de Cazeaux-de-Larboust
Pour les articles homonymes, voir Église Sainte-Anne.
L'église Sainte-Anne est l'église paroissiale de la commune de Cazeaux-de-Larboust, dans le pays de Luchon.

## Architecture et structure
L'église Sainte-Anne est un petit édifice construit autour d'une chapelle du XIIe siècle  constituée d'une nef et d'une abside voûtée en cul-de-four. Plus tard ont été ajoutés un bas-côté, puis un clocher et sa flèche. L'ensemble est de style lombard, variante de  style roman très répandu dans cette région des Pyrénées. L'ensemble est classé au titre des monuments historiques par arrêté du 19 mars 1921.

### La nef
Les murs de construction, en moellons du pays, sont couronnés par une étroite corniche sur laquelle repose une charpente couverte d'ardoises. Ils sont étayés par six contreforts en granite qui, à l'intérieur, délimitent trois travées d'inégale largeur. Leur épaisseur rappelle que la chapelle servait aussi de refuge en cas de troubles.
Seules deux petites fenêtres romanes et un petit oculus percé dans le mur du clocher laissent pénétrer jour à l'intérieur. Celle de la première travée a conservé ses peintures intérieures tandis que celle de l'abside les a perdues lors d'un agrandissement.
À l'intérieur, le départ de voûte, arrondi, est marqué par une corniche qui court tout autour de la nef. La voûte se termine en arc brisé. L'accès à l'intérieur de l'église se fait par une seule porte protégée par un petit auvent. Pour seule ornementation, au-dessus du linteau, est repris un petit autel votif funéraire d'origine gallo-romaine. Les deux fleurs de lys ont été probablement gravées à cette occasion.

### Le bas-côté
Le bas-côté, plus court que la nef, abrite la chapelle Sainte-Anne, en face de la porte d'entrée, et la sacristie, à l'autre extrémité. Sa toiture descend à hauteur du champ au-dessus.

### Le clocher
Une base ancienne, massive et irrégulière, de même hauteur que la nef, étayée par trois contreforts en granit, supporte une tour carrée. La masse est allégée des ouvertures superposées. Sur les quatre côtés, sur deux étages, des ouvertures sont divisées en baies d'égale largeur par des colonnettes de marbre qui supportent des arcs de plein cintre. Au-dessus de la deuxième rangée est pratiquée une ouverture en croissant. La tour du clocher supporte la charpente en flèche couverte d'ardoise.
Le clocher abrite des cloches dont la plus vieille, datée de 1796, est classée monument historique.

## La nef
- La nef se prolonge jusque sous la tour-clocher où se trouvent une tribune et les fonts baptismaux.
- La voûte et les murs sont entièrement recouverts de peintures murales, classées.
- Le maître autel a pris la place d'un ancien autel déplacé dans la chapelle Sainte-Anne.

L'antependium du maître-autel construit après Vatican II est décoré d'un fragment de moulure et de deux médaillons sculptés de même facture que le tabernacle qui proviennent de l'ancien retable aujourd'hui disparu. La croix est d'une autre provenance.
- Le bénitier, qui était autrefois au début de l'allée centrale, a été déplacé à côté de la porte d'entrée.

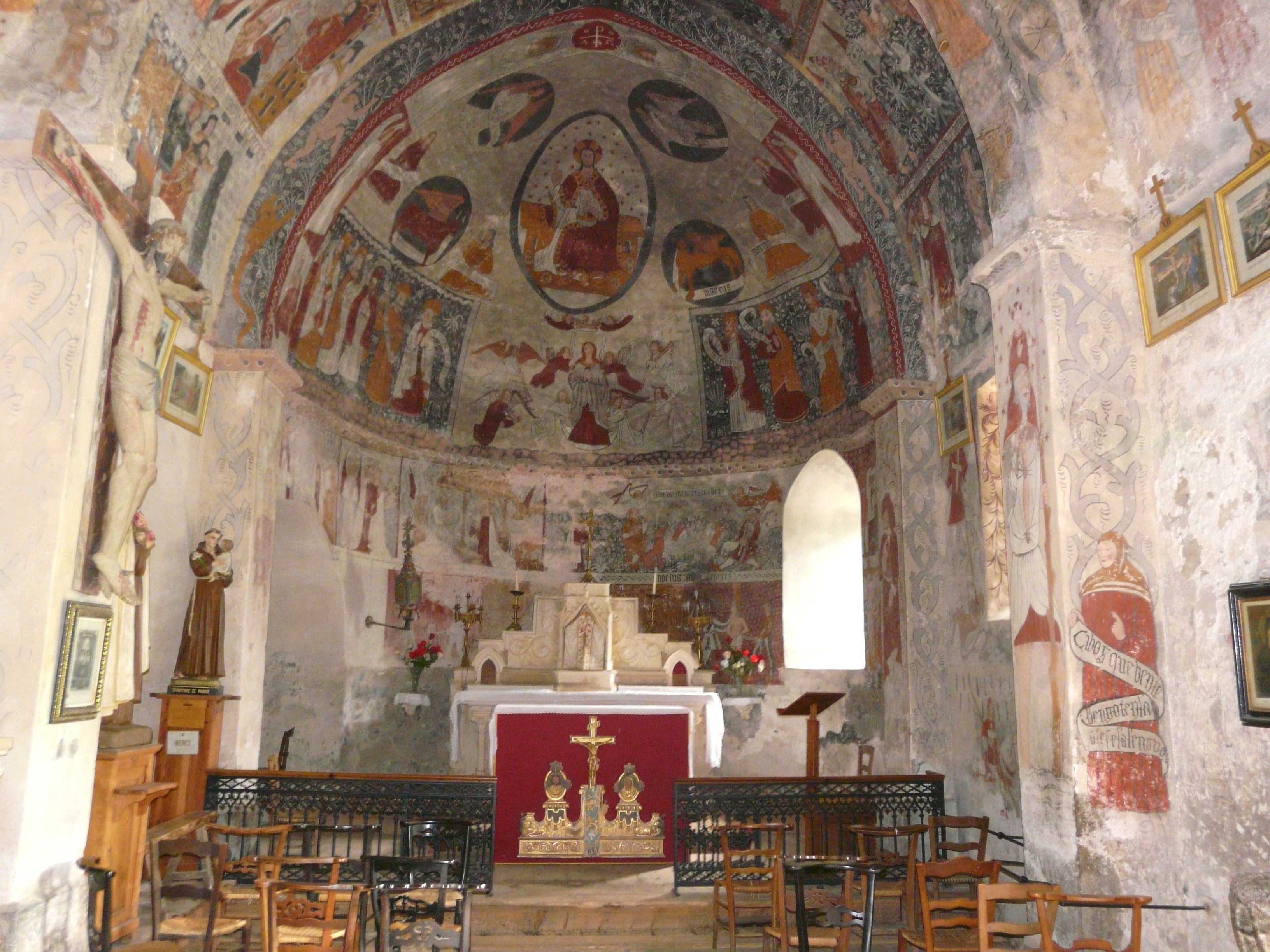
Chœur - 1° travée de la nef.
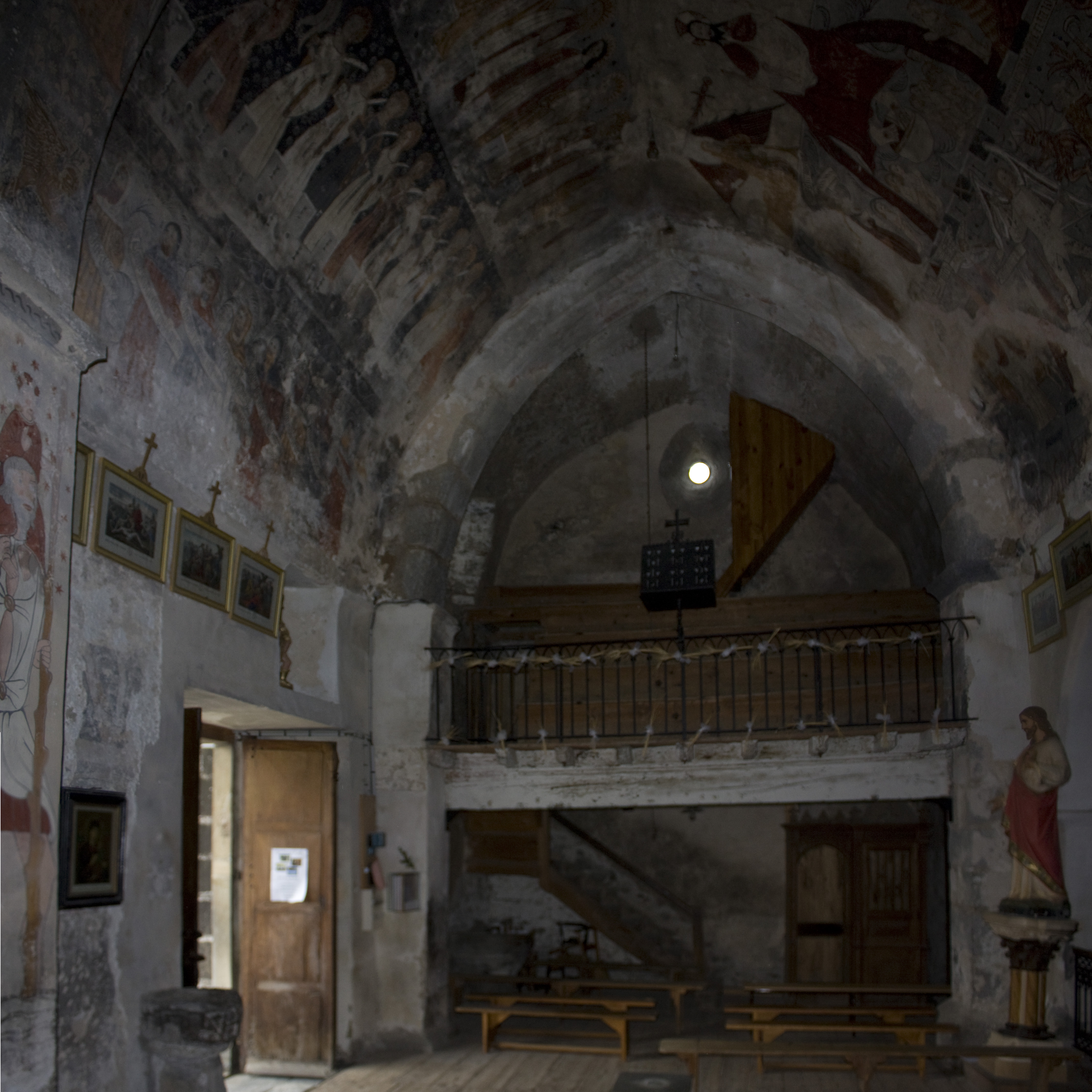
2° travée de la nef et tribune.
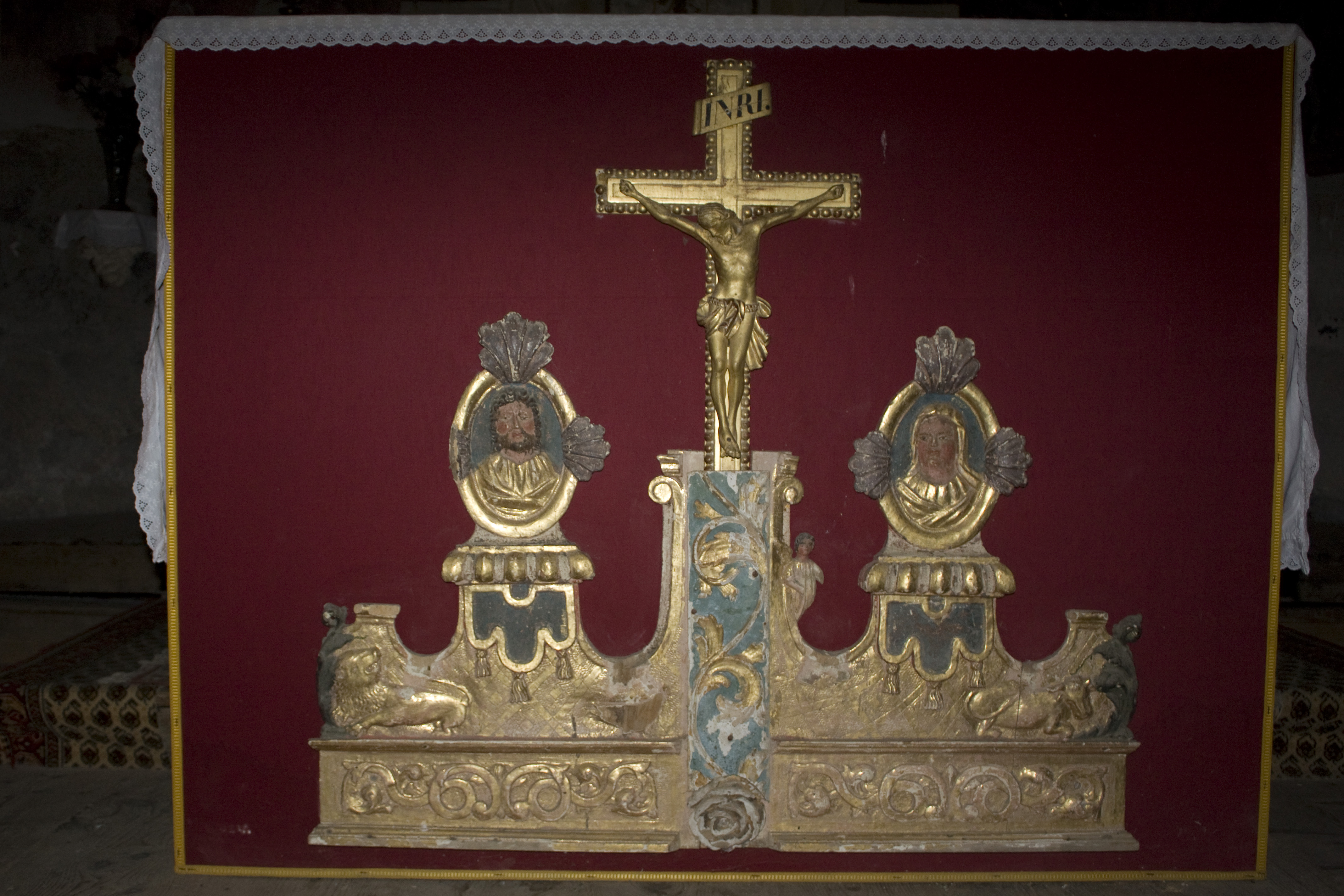
Antependium.
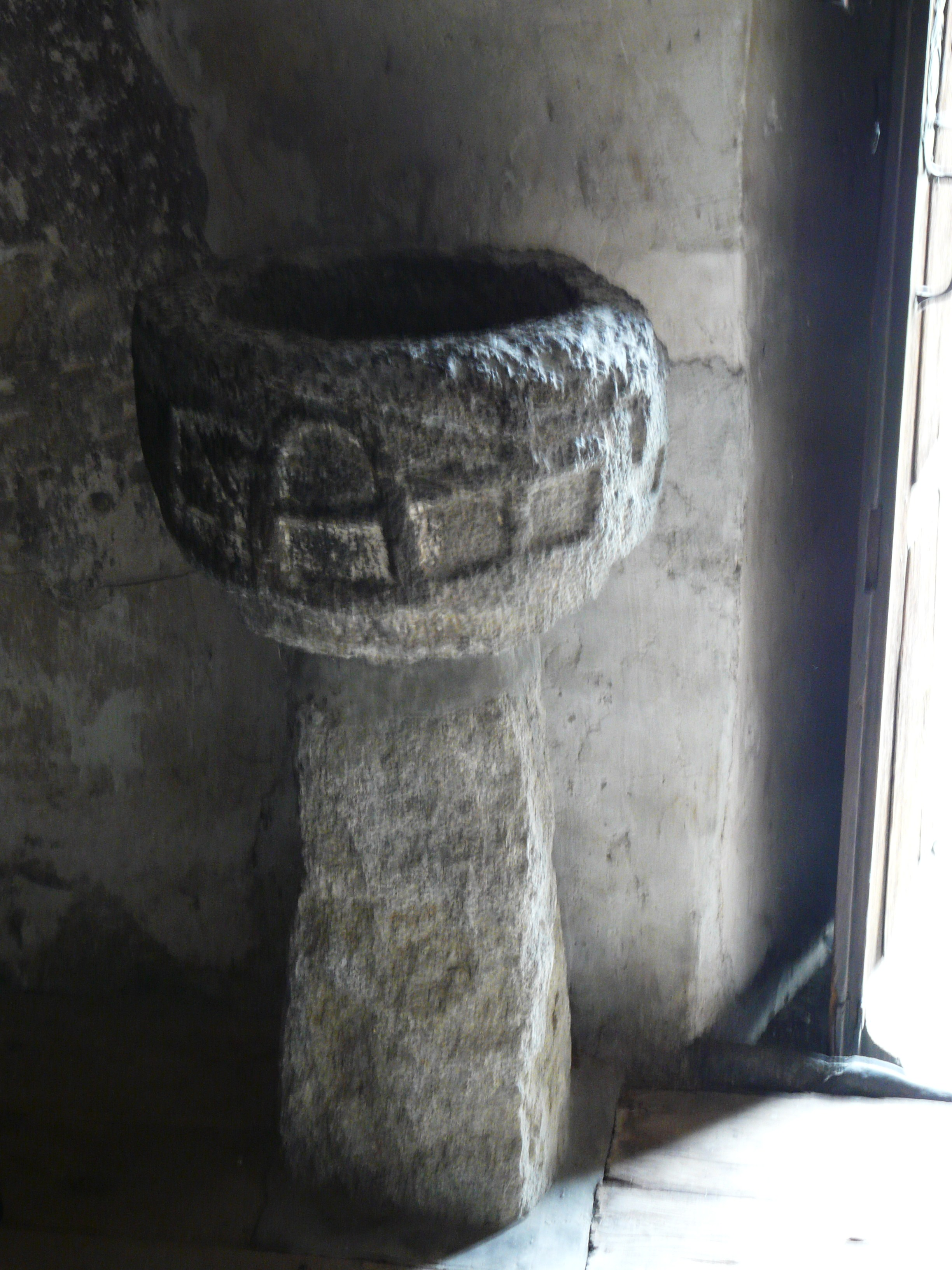
Bénitier.

## La chapelle Sainte-Anne
La chapelle Sainte-Anne est aménagée à l'extrémité du bas-côté. Les murs portent la trace de peintures murales détruites lors du déménagement de l'autel de style Louis XIV. Le tabernacle en bois doré, lui aussi classé, est un reste d'un retable aujourd'hui détruit.

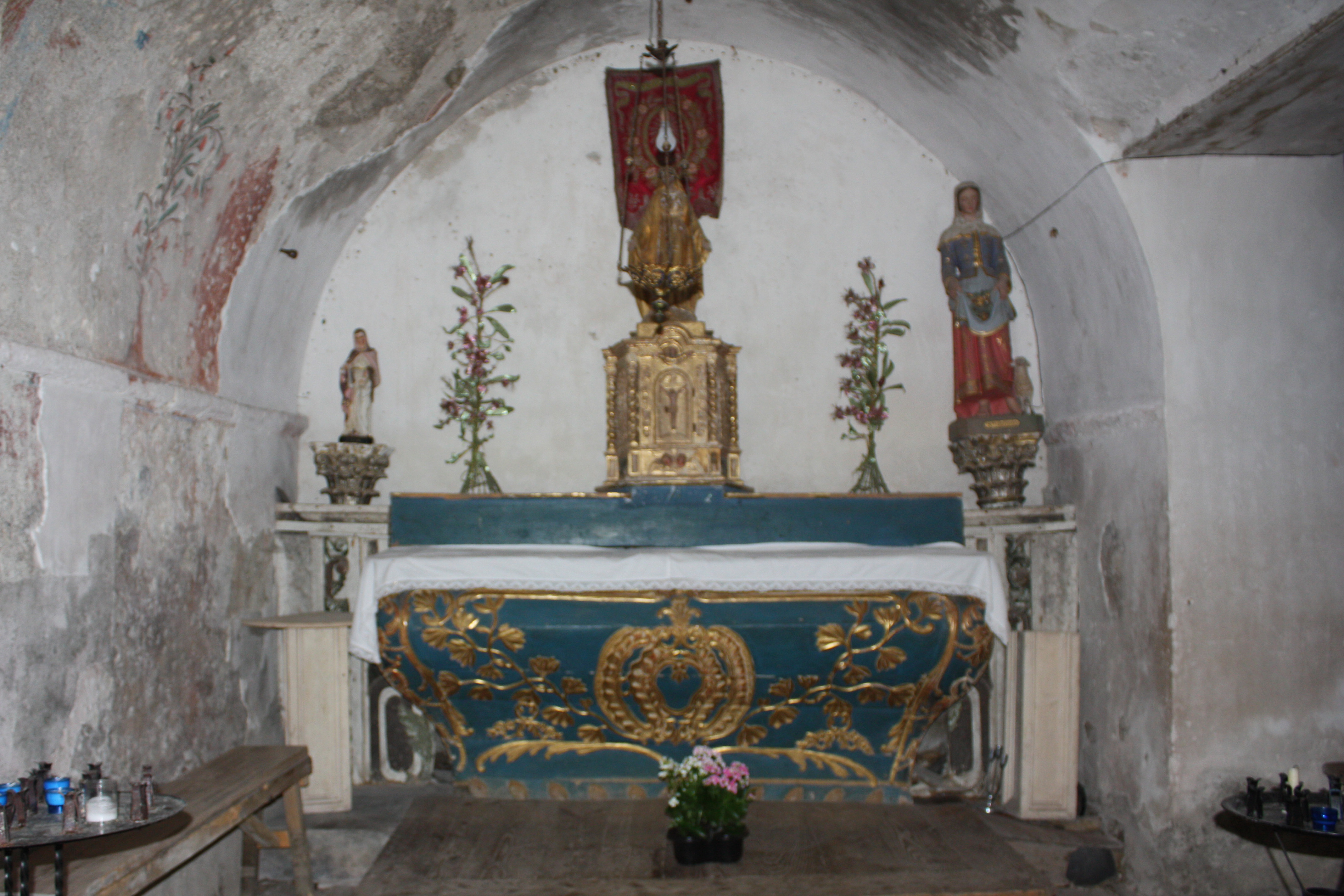
Chapelle Sainte-Anne.
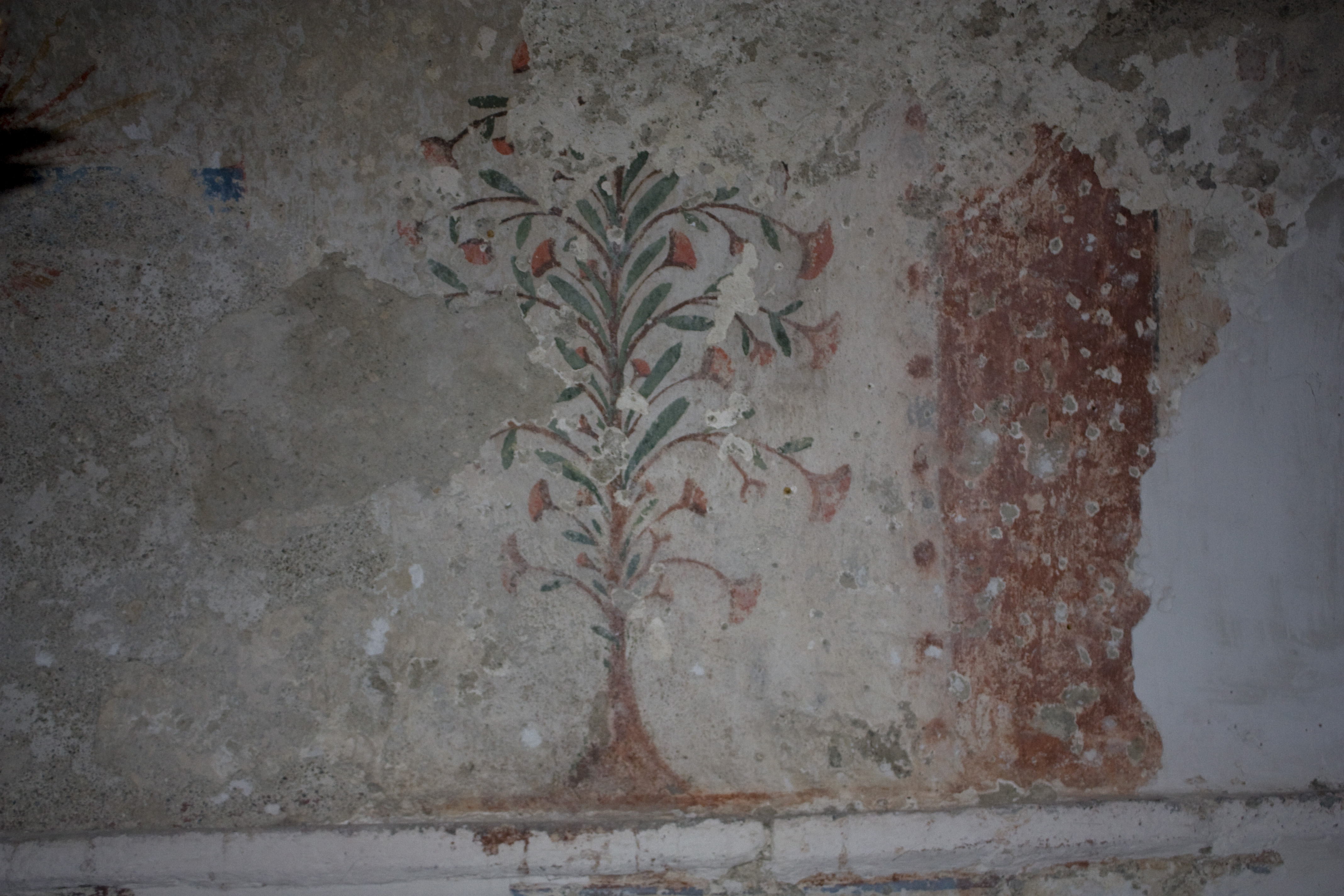
Trace de fresque.
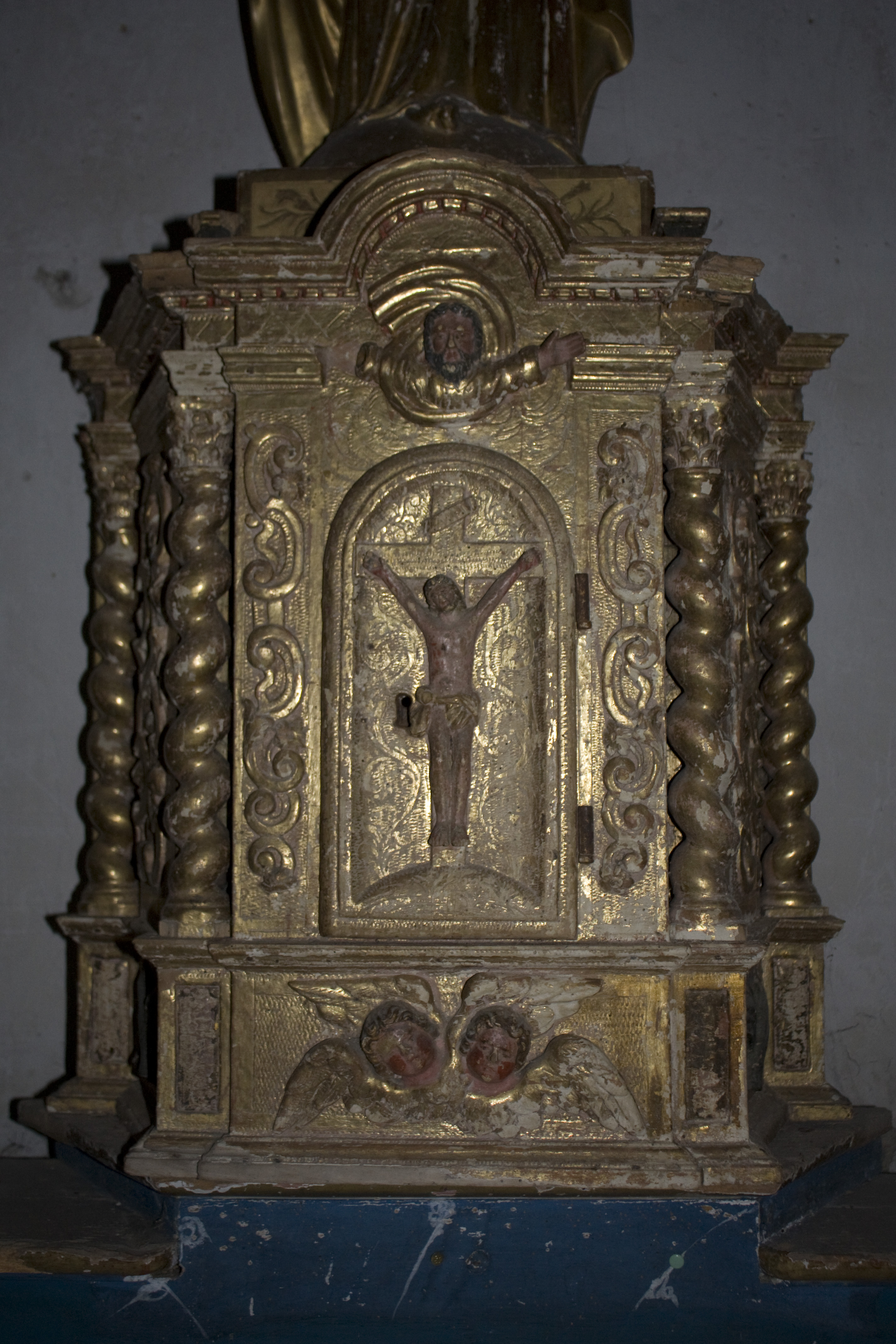
Tabernacle.

## Objets classés à l'inventaire des Monuments historiques

### Les peintures murales
Redécouvertes en 1873, les peintures murales sont restées près de deux siècles durant cachées d'un épais badigeon qui les recouvrait entièrement.
Réalisées sur un enduit rustique plus ou moins bien lissé, elles semblent tracées directement, à grands traits noirs, sans trace de décalque.  Bien que le style soit d'inspiration  médiévale, les experts s'accordent à les dater de la deuxième moitié du XVe siècle. La palette réduite et la sûreté du trait dénotent une habileté certaine.
Dans l'abside, juste au-dessus de l'autel est représentée l'Assomption de la Vierge.  De part et d'autre deux groupes de personnages auréolés déploient des phylactères. Le haut de la voûte explicite le tétramorphe : le Christ en majesté est entouré des quatre évangélistes. Un phylactère permet d'associer chacun des évangélistes à sa représentation symbolique: l'Aigle de saint Jean, l'apôtre préféré ; le lion de saint Marc ; le taureau de saint Luc ; l'homme ailé pour saint Mathieu.
Au-dessous, à droite l'adoration des bergers, à gauche la Nativité.
En dessous, de part et d'autre de l'autel : La flagellation du Christ…
Première travée
La voûte sud de la première travée illustre la Parabole du Paradis Terrestre. en trois tableaux 
La création : l'inscription dans le cartouche est explicite : Dieu (représenté par le Pape) créa Ève, d'une côte d'Adam, pendant son sommeil. En dessous, la rupture de l'alliance n'est pas commentée.
On y voit Dieu qui désigne l'Arbre de la Connaissance dans une attitude de mise en garde. Le serpent tentateur y est représenté comme une femme … Adam et Ève prennent conscience de leur nudité et de la perte de leur innocence. En arrière-plan un château fort symbolise, à la fois le Paradis et l'hostilité du monde nouveau qu'ils vont devoir affronter. Dans la chute, l'objet du troisième tableau, l'ange portant une épée flamboyante, chasse Adam et Ève du Paradis. Leur seul abri sera la masure en arrière-plan, et ils devront gagner leur pain à la sueur de leur front …
La voûte nord de la première travée représente dans le premier tableau, le couronnement de la Vierge. Dieu le Père et le Christ tiennent la couronne au-dessus de laquelle est représenté le Saint Esprit. En dessous deux tableaux représentent, le prêche de saint Jean-Baptiste et son arrestation.
Deuxième travée
La voûte sud de la deuxième travée représente La Nouvelle Jérusalem. 
Ici encore la voûte est divisée en trois parties séparées par des créneaux.
La première partie, sur fond gris avec des meurtrières sur laquelle sont représentés douze personnages tête nue et nimbée, tournée vers le sanctuaire. Ils sont vêtus de longues tuniques blanches recouvertes d'un long manteau et pourraient représenter les douze apôtres.
La deuxième zone, à fond noir orné de fleurs blanches, représente le cortège de l'agneau. Y sont représentées douze vierges tête nue et nimbée, vêtues elles aussi d'une tunique blanche serrée à la ceinture par un ruban, un léger manteau sur les épaules. Elles tiennent la palme de la victoire et ont entre leurs mains le livre dont seul l'agneau peut briser le scel. La première porte le drapeau de l'agneau et semble se diriger vers le sanctuaire de l'agneau sans tache.
Faisant face au jugement dernier, ces deux premières zones représentent l'image du ciel: la Nouvelle Jérusalem.
La troisième zone complète l'image du ciel. Elle comporte neuf personnages vêtus d'une longue robe. Ce ne sont pas des saints puisque leur tête n'est pas nimbée. Mais ils sont eux aussi tournés vers le sanctuaire et portent dans leurs mains des textes tirés de l'office des morts: Ils représentent sans doute le purgatoire.
La voûte nord de la deuxième travée représente  Le jugement Dernier. La plus importante et la plus détaillée des fresques est divisée, elle aussi en trois zones, sur fond gris. La première au fond étoilé représente le ciel.  Deux anges embouchent les trompettes et appellent au jugement les morts ressuscités : Surgite mortui /… / venite ad judicium. La deuxième zone représente le monde terrestre. 
Au centre, le Christ, envoyé par Dieu sur la terre fait le lien entre ces deux mondes : Vêtu du manteau rouge des martyrs, ses pieds reposent sur un globe terrestre. Il exhibe les cinq plaies de la passion, rappelant qu'il est mort pour la rédemption des pêcheurs.  Les deux bras relevés indiquent le ciel, et aussi l'épée de la justice divine qui tranchera le sort des ressuscités qui attendent, en prière leur jugement. De part et d'autre saint Jean-Baptiste en prière et la Vierge intercèdent pour les ressuscités.
La troisième zone est séparée de deux précédentes par un mur crénelé. Au centre l'archange saint Michel pèse les âmes, une croix dans la main il se défend d'un réprouvé qui s'accroche à sa jambe. Les démons emportent les damnés qu'ils jettent dans la gueule béante du dragon où ils subiront les tourments de l'enfer. De l'autre côté deux anges invitent les élus à rejoindre la Jérusalem céleste : Venite benedecti.
Sur les contreforts formant colonne, sont peints des anges, un grand saint Christophe et divers personnages qui appellent à écouter la parole du Christ...

### La lanterne de procession.
À gauche de l'autel se trouve une lanterne de procession, en fer ouvragé, date de la première moitié du XIXe siècle.
Elle paraît en mauvais état, à cause d'un équipement électrique malencontreux. Le corps de la lampe est déboîté, calé avec un coin en papier, sur un support rapporté, la lampe ne tient que par les fils électriques. La pérennité de l'objet semble compromise.
Il en existait une autre, plus petite, qui a disparu (volée).

### Le Grand Christ
Le grand Christ est contemporain des fresques. Sa figure porte les traces des tourments endurés. On remarquera les deux croix gravées sur ses genoux.
Ce Christ serait plus intéressant que celui de Saint-Aventin, car il n'a jamais été restauré et ses couleurs n'ont jamais été rafraîchies.

### Objets de l'inventaire Palissy mis en réserve
À la suite du vol de la lanterne, plusieurs objets de l'inventaire Palissy ne sont plus exposés, mais une photo accompagne la notice des monuments historiques.
- Croix de procession, Christ de procession[14]
- L'Éducation de la Vierge, groupe sculpté du XVIe siècle[15],
- La Vierge à l'enfant, Vierge en majesté du XIVe siècle[16].
- Divers habits sacerdotaux des XVIIe et XVIIIe siècles[17].

### Autres objets
Cippe funéraire d'époque gallo romaine utilisé comme décoration de la porte principale.